# 21.ª Divisão de Montanha Waffen SS Skanderbeg (1.ª Albanesa)
A 21.ª Divisão de Montanha Waffen SS Skanderbeg (1.ª Albanesa) foi uma divisão de infantaria de montanha das Waffen-SS durante a Segunda Guerra Mundial. O seu quartel-general ficava na Albânia, e era composta por voluntários albaneses muçulmanos liderados por alemães étnicos da Jugoslávia. Foi criada em 1 de Maio de 1944, mas nunca chegou a actuar fora da sua área de intervenção, mas sim contra os sérvios do Kosovo. Terminou em Janeiro de 1945 por ordem de Heinrich Himmler.

## Composição
- 50.º Regimento de Voluntários de Infantaria de Montanha SS
- 51.º Regimento de Voluntários de Infantaria de Montanha SS
- 21.º Regimento de Voluntários de Artilharia de Montanha SS
- 21.º Batalhão de Reconhecimento de Montanha SS
- 21.º Batalhão Anti-tanque de Montanha SS
- 21.º Batalhão de Assalto Skanderbeg SS

- 21.º Batalhão de Engenharia de Montanha SS
- 21.º Batalhão de Comunicações de Montanha SS
- 21.º Batalhão de Defesa Anti-aérea SS
- 21.º Batalhão de Logística Terrestre SS
- 21.º Tropas de Abastecimentos SS